# 李齊芳
李齊芳（1527年—？），字潔夫、見甫，號巽川，直隸廣平府成安縣人，民籍，明朝政治人物。

## 生平
嘉靖二十五年（1546年）丙午科順天府鄉試第七十九名舉人。嘉靖三十五年（1556年）中式丙辰科三甲第一百六十一名進士。工部观政，授山東歷城縣知县，學诗于李攀龍。四十一年遷户部主事，监兑河南。世宗崩，穆宗未即位，阉人传令旨除官，中外骸愕，無敢言者，齊芳慷慨上疏，語甚激烈，上得疏，覧不釋手，中貴銜之，隆慶元年（1567年）謫陕西同州同知，尋移衢州。時防礦兵數千索饷鼓噪，齊芳往平之。二年升山西泽州知州，終漢中府知府。

## 家族
曾祖李雄；祖父李堂；父李靖，聽選官、封知县。母馮氏，封太孺人。